# Eudórosz Eklektikosz
Eudórosz Eklektikosz (Kr. e. 1. század) görög filozófus
Alexandriában élt és alkotott, a platonikus filozófia követője volt. Írt egy enciklopédiát, amelyet Sztobaiosz igen becses munkának tartott, egy kommentárt Platónhoz, valamint Sztrabón szerint egy értekezést a Nílusról. Munkái nem maradtak fenn.